# Santa Maria delle Lauretane
Santa Maria delle Lauretane ou Igreja de Santa Maria das Lauretanas era uma igreja de Roma, Itália, localizada no rione Monti, na via San Giovanni in Laterano, e demolida entre 1959 e 1961. Era dedicada a Virgem Maria.

## História
A igreja, construída no século XVIII, foi demolida entre 1959 e 1961 para permitir a construção de edifícios da administração civil da cidade de Roma. Dela restou apenas a fachada, reutilizada como ornamento no local, construída por Giuseppe Sardi em 1739. A igreja ficava anexa ao mosteiro das Damas Lauretanas, fundado pela princesa Teresa Doria Pamphilj, também demolido, que abrigava jovens pobres e abandonados.